# Порныш
Порныш — упразднённая деревня в Островском районе Костромской области. Входила в состав Адищевского сельского поселения. Исключена из учётных данных в 2025 году.

## География
Деревня расположена в южной части области на расстоянии примерно в 23 километрах по прямой к юго-востоку от районного центра посёлка Островское.

## Население
| 2008 | 2010 | 2014 |
| ---- | ---- | ---- |
| 0    | →0   | →0   |